# Conjoint collaborateur
Le conjoint collaborateur est la personne vivant avec un artisan, un commerçant ou un chef d'entreprise, et qui a obtenu des droits de collaboration, notamment des pouvoirs administratifs, au sein de la société et sans être salarié. 
Ce conjoint se constitue un droit personnel à la retraite et peut bénéficier d'indemnités en cas de maternité.
Aujourd'hui, les femmes de l'artisanat sont les principales conjoint collaborateur notamment par rapport au grand nombre de métiers artisanaux encore dirigés par des hommes (seulement 21,7 % de femmes de l'artisanat en 2014)

## Présentation

### Gestion de l'entreprise
Le conjoint collaborateur participe donc à l'ensemble de tâches administratives et de gestion de l'entreprise permettant le bon fonctionnement de l'entreprise. L'intérêt pour une entreprise est son faible coût, le paiement de cotisation retraite et sa relative souplesse (en termes de formalités administratives). Autre avantage, le conjoint a la possibilité d'exercer une activité transverse à celle de l'entreprise.

### Législation française
Le statut du conjoint collaborateur est détaillé à l'article L. 121-4 du code de commerce.
La loi du 2 août 2005 en faveur des petites et moyennes entreprises traite du statut de conjoint collaborateur à son titre III.
Le décret n°2006-966 du 1er août 2006 relatif au conjoint collaborateur n'a apporté que de légères précisions, spécifiques à certaines professions.
Ce décret dispose que le conjoint doit exercer une activité professionnelle habituelle dans l'entreprise mais sans percevoir de rémunération et sans avoir la qualité d'associé. Le statut de collaborateur doit être inscrit au registre du commerce (RCS) ce qui ne lui confère pas le statut de commerçant, en effet, il ne s'agit pas d'une immatriculation.
Il faut que le conjoint reçoive un mandat de son époux commerçant ce qui lui permet de participer de manière habituelle à la gestion du fonds de commerce et de passer aussi des actes de commerce. Le conjoint collaborateur n'est que mandataire. Tous les actes faits par le conjoint dans le cadre de l'activité de la société le sont pour le compte du chef d'entreprise, l'obligation personnelle du conjoint collaborateur ne peut donc pas être engagée.
Le conjoint collaborateur n'est pas rémunéré.
La loi n°2008-776 du 4 août 2008 de modernisation de l'économie introduit à son article 19 la possibilité d'étendre le statut de conjoint collaborateur aux personnes qui vivent en concubinage avec le chef d'entreprise.
En cas de collaboration hors statut (c'est-à-dire collaboration informelle sans mention au registre du commerce), et si notamment si le lien de subordination peut être établi, les juges considèrent qu'il s'agit alors d'un contrat de travail et appliquent les lourdes sanctions relatives au travail dissimulé.

### Cotisations et droits
Le conjoint-collaborateur doit être affilié au RSI (Régime Social des Indépendants) ;
- Pour ce faire, il verse des cotisations pour l’invalidité-décès, pour la retraite de base et également pour la retraite complémentaire. Le conjoint collaborateur bénéficie de droits propres en contrepartie ;
- En cas de maladie / problèmes de santé, le conjoint-collaborateur paye une cotisation d'indemnités journalières et peut alors être indemnisé en cas d’arrêt de travail ;
- Deux formules de cotisation à choisir pour le conjoint collaborateur : soit les cotisations sans partage du revenu , soit les cotisations avec partage du revenu (qui restera à déterminer entre les parties) ;
- Sous certaines conditions, le conjoint collaborateur pour racheter plusieurs trimestres de retraites.